# .ch
.ch је највиши Интернет домен државних кодова (ccTLD) за Швајцарску. Администриран је од стране SWITCH Информационих технолошких сервиса.
Употреба "ch" може да изгледа чудно за некога ко није упознат са Швајцарском. То име не долази од имена за Швајцарску на било ком националном језику; "die Schweiz", "Suisse", "Svizzera" или "Svizra". Уместо тога, долази од Confoederatio Helvetica (Хелветска (швајцарска) конфедерација), латински назив за државу (сав швајцарски метални новац има ово име на себи).
Уколико нема ограничења регистрација, и ако се реч на енглеском завршава са -ch, могуће је направити много могућности за хаковање домена.